# Locks Heath
Locks Heath – osada w Anglii, w Hampshire. Leży 12,2 km od miasta Southampton, 22,4 km od miasta Winchester i 108,6 km od Londynu. W 2001 miejscowość liczyła 36 452 mieszkańców.